# Franz Lau
Franz Christian Karl Bernhard Lau (* 18. Februar 1907 in Leipzig; † 6. Juni 1973 ebenda) war ein deutscher evangelisch-lutherischer Theologe, Professor für Kirchengeschichte und Leiter der Evangelisch-Lutherischen Landeskirche Sachsens.

## Leben
Lau, Sohn des Landrichters und späteren Landgerichtsrates Leopold Lau, studierte nach dem Abitur am Leipziger Königin-Carola-Gymnasium Geschichte, Evangelische Theologie, Germanistik und Philosophie an den Universitäten Leipzig und Wien. Als Assistent von Horst Stephan wurde er 1932 in Leipzig zum Lic. theol. promoviert. Anschließend verwaltete er als Pfarrvikar die Pfarrstelle in Regis-Breitingen, wo er sich dem Pfarrernotbund und später der Bekennenden Kirche anschloss. Von 1936 bis 1938 war er Studiendirektor des Predigerseminars in Lückendorf südlich von Zittau, ab 1939 Pfarrer an der Martin-Luther-Kirche in der Dresdner Neustadt. Nach dem Kriegsende wurde er zum Superintendenten von Dresden gewählt. Bald darauf übernahm er (mit dem Titel eines Landessuperintendenten, weil dem von der Bekennenden Kirche als legitimer Bischof angesehenen Hugo Hahn von der Sowjetischen Militäradministration die Einreise von Stuttgart nach Sachsen zunächst verwehrt blieb) die Leitung der sächsischen Landeskirche.
Als Hahn im Oktober 1947 das Bischofsamt übernehmen konnte, war für Lau der Weg zur eigentlich von Beginn an angestrebten akademischen Karriere frei. Als Nachfolger des entlassenen Heinrich Bornkamm übernahm er den Lehrstuhl für Kirchengeschichte an der Theologischen Fakultät der Universität Leipzig, den er bis zu seiner Emeritierung 1970 innehatte. Hier machte er sich vor allem als Lutherforscher einen Namen, unter anderem als Herausgeber des Lutherjahrbuchs von 1957 bis 1972, behandelte aber auch andere Themen der Reformationsgeschichte und der deutschen Kirchengeschichte (unter anderem als Herausgeber des Jahrbuchs Herbergen der Christenheit). Ehrenamtlich war er daneben unter anderem von 1952 bis 1971 als Präsident des Gustav-Adolf-Werks und von 1957 bis 1972 als Domdechant des Hochstifts Meißen tätig.

## Auszeichnungen
1952 wurde Lau von der Theologischen Fakultät der Universität Rostock mit der Ehrendoktorwürde ausgezeichnet. 1965 wurde er in die Sächsische Akademie der Wissenschaften aufgenommen.

## Schriften (Auswahl)
- „Äußerliche Ordnung“ und „Weltlich Ding“ in Luthers Theologie. Vandenhoeck & Ruprecht, Göttingen 1933 (Dissertation).
- Das Heil des Volkes und das Evangelium, Geistlicher und leiblicher Segen. Ein Beitrag zu dem Thema: Luther und die Gegenwart (= Theologia militans, Heft 13), Leipzig 1937.
- Die kirchlichen Ordnungen als Erziehungsmacht (= Theologia militans, Heft 17), Leipzig 1938.
- Das Matthäus-Evangelium, Kassel/Stuttgart 1949.
- Luthers Lehre von den beiden Reichen. Evangelische Verlags-Anstalt, Berlin 1952.
- Luther. de Gruyter, Berlin 1959 (mehrere Neuauflagen sowie Übersetzungen ins Englische, Polnische und Japanische).
- (als Hrsg.:) Der Glaube der Reformatoren. Luther, Zwingli, Calvin, Bremen 1960.
- Paulus – Augustin – Luther. Rechtfertigung nicht aus dem Werk, sondern aus dem Glauben, Berlin 1961.
- (mit Joh. Pfeiffer, H. Schlyter:) Zwischen Fundamentalismus und Existentialismus (= Luthertum, Heft 27), Berlin 1962
- (mit Ernst Bizer:) Reformationsgeschichte Deutschlands bis 1555. Vandenhoeck & Ruprecht, Göttingen 1964 (2. Auflage 1969).
- (als Hrsg.:) Erbe und Verpflichtung. Reformationsgedenkbuch, Berlin 1967.
- (als Hrsg.:) Das Hochstift Meissen. Aufsätze zur sächsischen Kirchengeschichte. Evangelische Verlagsanstalt, Berlin 1973.